# Austropallene spinicornis
Austropallene spinicornis là một loài nhện biển trong họ Callipallenidae. Loài này thuộc chi Austropallene. Austropallene spinicornis được miêu tả khoa học năm 1993 bởi Pushkin.